# Atlanta Flames
Az Atlanta Flames 1972 és 1980 között volt a Georgia állam Atlanta városának professzionális jégkorong csapata, amely a National Hockey League-ben játszott. 1980-ban az albertai Calgary városba költözött, miután a franchise tulajdonosa tartozásai miatt kénytelen volt a csapatot eladni.

## Szezonok
| Szezon      | MSz | Gy  | V   | D   | P   | ÜGSz | KGSz | B    | Eredmény                | Rájátszás                                   |
| 1972–1973   | 78  | 25  | 38  | 15  | 65  | 191  | 239  | 852  | 7. a nyugati divízióban | nem jutott be                               |
| 1973–1974   | 78  | 30  | 34  | 14  | 74  | 214  | 238  | 841  | 4. a nyugati divízióban | Negyeddöntőben vesztett (Philadelphia, 0-4) |
| 1974–1975   | 80  | 34  | 31  | 15  | 83  | 243  | 233  | 915  | 4. a Patrick-divízióban | nem jutott be                               |
| 1975–1976   | 80  | 35  | 33  | 12  | 82  | 262  | 237  | 928  | 3. a Patrick-divízióban | Első fordulóban vesztett (LA, 0-2)          |
| 1976–1977   | 80  | 34  | 34  | 12  | 80  | 264  | 265  | 889  | 3. a Patrick-divízióban | Első fordulóban vesztett (LA, 1-2)          |
| 1977–1978   | 80  | 34  | 27  | 19  | 87  | 274  | 252  | 984  | 3. a Patrick-divízióban | Első fordulóban vesztett (Detroit, 0-2)     |
| 1978–1979   | 80  | 41  | 31  | 8   | 90  | 327  | 280  | 1158 | 4. a Patrick-divízióban | Első fordulóban vesztett (Toronto, 0-2)     |
| 1979–1980   | 80  | 35  | 32  | 13  | 83  | 282  | 269  | 1048 | 4. a Patrick-divízióban | Első fordulóban vesztett (NY Rangers, 1-3)  |
| Összesített | 636 | 268 | 260 | 108 | 644 | 2057 | 2013 | 7615 |                         |                                             |

## Csapatkapitányok
- Keith McCreary, 1972–1975
- Pat Quinn, 1975–1977
- Tom Lysiak, 1977–1979
- Jean Pronovost, 1979–1980

## Visszavonultatott mezszámok
Nem volt.

## Első körös draftok
- 1972: Jacques Richard (2. helyen)
- 1973: Tom Lysiak (2. helyen)
- 1974: nem draftolt
- 1975: Richard Mulhern (8. helyen)
- 1976: David Shand (8. helyen) és Harold Philipoff (10. helyen)
- 1977: nem draftolt
- 1978: Brad Marsh (11. helyen)
- 1979: Paul Reinhart (12. helyen)

## Játékos rekordok
- Legtöbb gól egy szezonban: 50 – Guy Chouinard (1978–1979)
- Legtöbb gólpassz egy szezonban: 71 – Bob MacMillan (1978–1979)
- Legtöbb pont egy szezonban: 108 – Bob MacMillan (1978–1979)
- Legtöbb pont egy szezonban: (hátvéd): 54 – Ken Houston (1979–1980)
- Legtöbb pont egy szezonban (újonc): 64 – Tom Lysiak (1973–1974)
- Legtöbb kiállításperc egy szezonban: 231 – Willi Plett (1979–1980)
- Legtöbb győzelem egy szezonban: 32 – Dan Bouchard (1978–1979)